# Art for Freedom
Art for Freedom ist ein durch die US-amerikanische Sängerin Madonna und den Fotografen Steven Klein gegründetes Projekt. Das Ziel des Projekts ist die Förderung und Ermöglichung der freien Meinungsäußerung und der Künstlerischen Freiheiten. Unterstützt wird das Projekt von BitTorrent und VICE.
Art for Freedom wurde am 24. September 2013 gegründet. Am gleichen Tag wurde der Kurzfilm secretprojectrevolution als Teil des Projects veröffentlicht. Der Film, der von Madonna und Steven Klein produziert wurde, wirbt für mehr Toleranz und Gleichberechtigung. Der Film wurde weltweit zum kostenfreien Download angeboten und steht seitdem auch auf YouTube zur Verfügung.
Jeden Monat spendet Madonna 10.000 US-Dollar an eine gemeinnützige Organisation. Die Organisation wird vom jeweiligen Gastkurator des Monats ausgesucht. Im Januar 2014 wurde die US-amerikanische Sängerin Katy Perry zum ersten Gastkurator des Projekts ernannt. Gastkurator im April 2014 wurde die Sängerin Miley Cyrus.